# Aurelio Cabrera
Aurelio Cabrera y Gallado (Alburquerque, 1870 — Toledo, 1936) foi um restaurador, pintor, escultor, linguista, arqueólogo e historiador espanhol.